# Ernest Sowah
Ernest Sowah (* 31. března 1988, Accra, Ghana) je ghanský fotbalový brankář a reprezentant. V současnosti působí v klubu CS Don Bosco z DR Kongo.

## Klubová kariéra
Sowah hrál v Ghaně Tema Youth FC a Berekum Chelsea.
V létě 2013 přestoupil do klubu CS Don Bosco z DR Kongo.

## Reprezentační kariéra
15. srpna 2012 debutoval za ghanský národní tým v přátelském zápase proti týmu Číny (remíza 1:1). Dostal se na hřiště v 84. minutě.
Zúčastnil se Afrického poháru národů 2015 v Rovníkové Guineji, kde Ghana získala stříbrné medaile po finálové porážce v penaltovém rozstřelu s Pobřežím slonoviny.